# Шпицвег, Карл
Карл Шпицвег (нем. Carl Spitzweg; 5 февраля 1808, Гермеринг — 23 сентября 1885, Мюнхен) — немецкий живописец, рисовальщик и иллюстратор, один из ярчайших представителей стиля бидермайер.

## Биография
Родился в Мюнхене в семье коммерсанта. Занимался в латинской школе при придворной аптеке Мюнхена, затем — на фармацевтическом факультете Мюнхенского университета. Работал сначала помощником аптекаря, а затем аптекарем. В то же время изучает живопись, учится на полотнах голландских мастеров XVII  столетия, выставленных в мюнхенской Старой пинакотеке. Готовился к поступлению в мюнхенскую Академию художеств, регулярно занимался живописью, но в Академию его не приняли из-за возраста.
В 1830-е и 1840-е годы работает рисовальщиком и иллюстратором для сатирических журналов, например для «Летящих листьев» («Fliegende Blätter»). Созданные им в этот период картины ироничны в изображении городской идиллии, жизни мелкого бюргера. Эти работы указывают на большой талант наблюдателя особенностей человеческой натуры, имеют ясную композицию и отображение игры света и тени, как и у голландских жанровых художников XVII века.

В конце 1840-х годов Шпицвег совершает серию поездок за границу, в том числе в Прагу, Париж и Лондон, где открывает для себя пейзажную живопись Джона Констебля, а также творчество Эжена Делакруа и художников барбизонской школы. С этого момента пейзажная живопись начинает играть большую роль в творчестве художника.
В 1832 году он впервые посетил Италию.
В 1850 году едет снова со своим братом Эдуардом и другом Э. Шлейхом за границу — в Венецию, Париж, Лондон и в Бельгию. По возвращении из Парижа, с 1851 года живёт постоянно в Мюнхене, лишь изредка выезжая в Берлин (1856) и на летние месяцы в Поммерсфельден (1853 и 1855 годы).
В 1868 году получил звание почётного члена Мюнхенской академии художеств.
Скончался в возрасте 77 лет, в собственной постели от инсульта. Вначале картины Карла Шпицвега не пользовались признанием у публики, поворотный момент наступил после Парижской всемирной выставки в 1867 году, после которой художник стал очень популярен. Творческое наследие мастера огромно: он оставил после себя более 1500 картин, акварелей и набросков.

## Избранные полотна
- «Бедный поэт», 1839, Мюнхен, Новая пинакотека.
- «Любитель кактусов», 1845, частное собрание.
- «Любовное письмо», 1845/46, Берлин, Новая национальная галерея.
- «Почтальон в Розентале», Марбург, Университетский музей искусств и истории искусств.
- «Прощание», 1855, Мюнхен, Новая пинакотека.
- «Испанский концерт», 1856, Мюнхен, Новая пинакотека.
- «Пикник», 1864, Мюнхен, Новая пинакотека.
- «Сенокос в горах», 1865, частное собрание.
- «В Альпах», 1880, Лейпциг, музей изобразительного искусства.
- «Алхимик», Штутгарт, Вюртембергская государственная галерея.
- «Книжный червь», 1850, Швайнфурт, собрание Георга Шефера.